# Blinx 2: Masters of Time and Space
Blinx 2: Masters of Time and Space (lançado no Japão como Blinx 2: Battle of Time and Space ) é um jogo de plataforma desenvolvido pela Artoon e publicado pela Microsoft Game Studios para Xbox . Lançado em 2004, é a sequência de Blinx: The Time Sweeper e foi a segunda e última parcela da série. Como a edição anterior, pode ser reproduzido em um Xbox 360 usando compatibilidade com versões anteriores.

## Jogabilidade
No Blinx 2, o jogador alterna entre jogar como Time Sweepers e Tom Toms. Grande parte da jogabilidade principal é mantida desde o primeiro jogo para os Time Sweepers, com cada Time Sweeper equipado. Ao atirar em destroços, o jogador agora pode travar nos inimigos, um recurso planejado para o jogo original. O jogador não precisa mais coletar os cristais em qualquer ordem para receber um controle de tempo, mas apenas coletar três de um determinado cristal. Alguns desses controles também podem ser combinados, permitindo ao jogador usar certos efeitos entre si, como acelerar o avanço rápido e desacelerar o mundo ao mesmo tempo. Cada nível do Time Sweeper tem múltiplas missões que o jogador pode escolher fazer, embora apenas uma precise ser concluída para progredir. Enquanto isso, os Tom Toms controlam como um jogo furtivo, com o jogador tentando evitar o Time Sweepers para coletar o saque em um local e, em seguida, devolvê-lo ao seu local inicial sem ser pego. Neste modo, o jogador conta com diversos gadgets em seu arsenal para controlar o espaço, distrair os Time Sweepers e auxiliar na sua passagem pelo nível, como iscas e buracos de minhoca. Eles também têm armas, que podem ser usadas para eliminar Time Sweepers, correndo o risco de atrair a atenção para si. Se o jogador for pego como Tom Tom, ele deverá se esconder, caso contrário, os Time Sweepers irão derrotá-lo rapidamente. O modo história pode ser jogado tanto no modo single-player quanto no modo cooperativo, com um segundo jogador podendo entrar no jogo.
Apesar de ser o jogo intitulado em homenagem ao personagem Blinx, ele não é jogável neste jogo, estando presente apenas durante as cutscenes. Em vez disso, ele é substituído por duas equipes de quatro personagens personalizáveis, com uma equipe para os Time Sweepers e uma equipe para os Tom Toms.  O jogador pode personalizar esses personagens a qualquer momento no mundo central da respectiva equipe, com um conjunto detalhado de controles deslizantes para dimensionar vários aspectos diferentes do personagem e vários trajes, acessórios, emblemas, estilos e cores para escolher. O jogador pode usar esses personagens tanto no modo história quanto no modo versus. O modo Versus, uma nova adição ao jogo, coloca os Tom Toms contra os Time Sweepers, com até quatro jogadores podendo participar.  Os controles de tempo e espaço do jogo principal são transportados, mas servem funções diferentes aqui, como o controle de retrocesso que agora transforma o personagem alvo em um "estado infantil", tornando-o menor e mais fraco. A última equipe sobrevivente vence a partida.

## Trama
O jogador pode escolher jogar como membro dos Time Sweepers (gato antropomórfico) ou Tom Toms (porco) em sua missão de prevenir uma ameaça que resultará em uma catástrofe global, encontrando os oito fragmentos do todo-poderoso Big Crystal. Alguns porcos Tom Tom destroem acidentalmente o lendário Big Crystal ao descobri-lo. Como resultado, os Time Sweepers e os Tom Toms lutam contra muitos monstros com falhas no tempo e entre si.  Ao completar os níveis jogando como Time Sweepers, uma curta cena cinematográfica do misterioso Time Angel, que quer seu cristal consertado. No final do jogo, os Time Sweepers do jogador se juntam a uma equipe que deve ir a uma parte misteriosa de um universo alternativo para derrotar o Scissor Demon, uma missão da qual eles não podem retornar. A equipe é facilmente derrotada pelo demônio até que um esquadrão de Tom Toms, incluindo o Tom Toms personalizado do jogador, chegue. O líder dos Tom Toms dá ao Time Sweeper do jogador a outra metade do grande cristal que permite ao jogador ferir o Demônio. Assim que o Demônio da Tesoura for derrotado, ele se dissolverá. A tela então fica branca, momento em que o Anjo agradece aos Time Sweepers e aos Tom-Toms por seus esforços.

## Desenvolvimento
Blinx: The Time Sweeper foi lançado em 2002 para o Xbox. A Microsoft pretendia criar um jogo que agradasse aos jogadores japoneses e até potencialmente criar um mascote para o Japão a partir do personagem titular Blinx, mas eles descobriram que o jogo recebeu apenas críticas mistas a positivas, e não vendeu tão bem quanto esperavam no Japão. Apesar disso, o jogo vendeu mais de 600.000 cópias em todo o mundo em 2004, fazendo com que a Microsoft desse luz verde para uma sequência na esperança de lançar um produto significativamente melhorado que causaria muito mais impacto. Takuya Matsumoto foi contratado para co-dirigir com Naoto Ohshima, diretor do jogo original, devido às suas contribuições significativas como programador principal do Blinx e ao aumento da escala da sequência.
Devido ao aumento da carga de trabalho de criação de duas histórias individuais com estilos de jogo únicos, a equipe de desenvolvimento foi dividida em duas para Blinx 2, com metade trabalhando nos Time Sweepers e a outra metade trabalhando nos Tom Toms. Os diretores Matsumoto e Ohshima pretendiam criar um jogo com muitos recursos novos que o diferenciassem de seu antecessor, em entrevista ao Xbox Japão, Matsumoto brincou dizendo que eles haviam pulado da segunda entrada da série para a terceira por causa de tantas mudanças. Oshima, em um diário de desenvolvedor para IGN, afirmou que o jogo foi uma resposta aos críticos do primeiro jogo, com o dobro do escopo do original. A Microsoft compilou todas as análises, comentários de usuários e feedback sobre o Blinx original, algo que os desenvolvedores constantemente referenciavam durante o desenvolvimento da sequência. Eles aumentaram o movimento dos Time Sweepers em 1,6 vezes e adicionaram travamento ao atirar com o vácuo, algo planejado para o jogo original, mas não concluído a tempo do lançamento. Os desenvolvedores também adicionaram personagens customizáveis e multiplayer, duas coisas que não estavam presentes no jogo original. O personagem Blinx foi redesenhado para lhe dar uma aparência mais "adulta", com o varredor característico do Blinx sendo redesenhado para se parecer mais com uma guitarra devido a uma conversa sobre guitarras entre o designer de arte Masamichi Harada e o diretor de arte Noriko Omizo, o estilo artístico geral do jogo foi alterado para acomodar isso e, em resposta às reclamações, os níveis do jogo original tinham um design insípido.
Artoon encontrou dificuldade em equilibrar Blinx 2 para que houvesse uma atenção uniforme dada aos Tom Toms e aos Time Sweepers, e mais ainda em equilibrar os dois para que houvesse um campo de jogo equilibrado para ambos os lados durante o modo multijogador competitivo. Os desenvolvedores continuaram testando o jogo mesmo após a fase de correção de bugs, a fim de ajudar a ajustar esse equilíbrio para o jogo final. O jogo foi anunciado em junho de 2004, com um comunicado à imprensa chamando-o de "o primeiro jogo 5-D do mundo", uma brincadeira com o slogan do jogo anterior, embora tenha sido abandonado antes do lançamento. O jogo ganhou ouro em 4 de novembro do mesmo ano e foi lançado na América do Norte uma semana e meia depois.

## Recepção
Blinx 2: Masters of Time and Space recebeu críticas "mistas ou médias" de acordo com o site de agregação de críticas Metacritic. No Japão, a Famitsu deu ao jogo uma pontuação total de 33 de 40. Em uma análise de Blinx 2 para IGN, Douglass Perry chamou-o de "um jogo de plataforma sólido, embora um pouco acima do comum", mas disse que nada no jogo tinha uma qualidade de "compra obrigatória". Nick Margos, revisando para GameSpy, disse sobre o jogo que "para cada melhoria feita em relação ao seu prequel, Blinx 2 introduz um elemento que parece projetado para frustrar e impedir seu progresso". Duke Ferris, da GameRevolution, explicou que a má implementação de novos recursos, designs e músicas neutraliza o que deveriam ter sido algumas adições interessantes a um gênero antigo.
Muitos críticos reclamaram que Blinx 2 trouxe problemas do primeiro jogo. Alex Navarro, da Gamespot, afirmou que o jogo era muito menos restritivo e significativamente mais profundo do que seu antecessor, elogiando a adição de multiplayer competitivo e cooperativo, mas lamentou que ainda faltasse uma jogabilidade "cativante" ou personagens com os quais os jogadores pudessem se importar. Jason Hill, do Sydney Morning Herald, disse que embora as seções do Time Sweeper tenham sido melhoradas em relação ao jogo anterior, a série Blinx não conseguiu capitalizar seu potencial e a sequência foi "outra decepção"." Ronan Jennings, da Eurogamer, expressou um sentimento semelhante, afirmando que, embora a sequência tenha melhorado o design e os controles, o jogo em geral foi "tão desanimador" quanto o primeiro.
Os revisores notaram que, apesar do jogo ser intitulado Blinx 2 e aparecer na capa da caixa, o próprio Blinx só apareceu na capa e em algumas cenas, personagens personalizados modificados pelo criador do personagem no jogo eram jogáveis. A Gamespot, em sua análise, chamou isso de “a coisa mais estranha” do jogo. Outros revisores, no entanto, consideraram isso positivo, com a GameZone chamando-o de um "recurso bacana", e Eurogamer observando-o como "uma das poucas adições inteligentes" ao jogo.

## Referência
1. 1 2 3 4  Blinx 2: Masters of Time and Space (Game manual) (em inglês). [S.l.]: Microsoft Game Studios. 2004
2. 1 2 3 4  Bando, Atsushi. «『ブリンクス２：バトル・オブ・タイム＆スペース』開発者インタビュー 前編 ("Blinx 2: Battle of Time & Space" Developer Interview Part 1)». Xbox.jp (em japonês). Consultado em 22 de junho de 2022. Cópia arquivada em 29 de agosto de 2005
3. 1 2 3  «Blinx 2: Battle of Time and Space - Now on Sale!». Artoon.jp. Consultado em 22 de junho de 2022. Cópia arquivada em 1 de abril de 2008
4. 1 2 3  Perry, Douglass C. (16 de novembro de 2004). «Blinx 2: Masters of Time and Space». IGN. Consultado em 10 de agosto de 2015. Cópia arquivada em 11 de julho de 2015
5. 1 2 3  Maragos, Nich (1 de dezembro de 2004). «GameSpy: Blinx 2: Masters of Time and Space». GameSpy. Consultado em 10 de agosto de 2015. Cópia arquivada em 18 de dezembro de 2005
6. 1 2 3  Ferris, Duke (8 de dezembro de 2004). «Blinx 2: Masters of Time and Space Review». Game Revolution. Consultado em 10 de agosto de 2015. Cópia arquivada em 12 de setembro de 2015
7. ↑  «Xbox.com | Blinx® 2: Masters of Time & Space - Game Detail Page». Xbox.com. Consultado em 22 de junho de 2022. Cópia arquivada em 4 de julho de 2007
8. 1 2  Ohshima, Naoto (14 de julho de 2004). «Blinx 2: Developer Diary #1». IGN (em inglês). Consultado em 22 de junho de 2022
9. ↑  Director, Keiichi Sugiyama, Audio (9 de outubro de 2004). «Blinx 2 Designer Diary #4». IGN (em inglês). Consultado em 22 de junho de 2022
10. ↑  Harada, Masamichi (7 de agosto de 2004). «Blinx 2 IGN Developer Diary #2». IGN (em inglês). Consultado em 22 de junho de 2022
11. ↑  «Blinx 2: Masters of Time & Space First Look». GameSpot (em inglês). Consultado em 22 de junho de 2022
12. ↑  «『ブリンクス２：バトル・オブ・タイム＆スペース』開発者インタビュー 後編 ("Blinx 2: Battle of Time & Space" Developer Interview Part 2)». Xbox.com. Consultado em 22 de junho de 2022. Cópia arquivada em 22 de setembro de 2005
13. ↑  GALLANT, MATT (17 de junho de 2004). «Blinx 2 PR Copywriters Bad at Science». Gizmodo (em inglês). Consultado em 22 de junho de 2022
14. ↑  «GameSpy: Blinx 2 Announced - Page 1». xbox.gamespy.com. Consultado em 22 de junho de 2022
15. ↑  «GameSpy: Blinx 2: Masters of Time & Space Goes Gold - Page 1». xbox.gamespy.com. Consultado em 22 de junho de 2022
16. ↑  Edge staff (Janeiro de 2005). «Blinx 2: Masters of Time & Space». Edge (145). p. 91
17. ↑  EGM staff (Janeiro de 2005). «Blinx 2: Masters of Time & Space». Electronic Gaming Monthly (187). p. 137
18. ↑  Jennings, Ronan (20 de dezembro de 2004). «Blinx 2: Masters of Time & Space». Eurogamer. Consultado em 10 de agosto de 2015. Cópia arquivada em 24 de setembro de 2015
19. 1 2  «New Famitsu scores ....BURINKUSU > *». NeoGAF. 10 de novembro de 2004. Consultado em 21 de maio de 2016. Cópia arquivada em 2 de junho de 2016
20. ↑  «Blinx 2: Masters of Time & Space». Game Informer (141). Janeiro de 2005. p. 133
21. ↑  Rice Burner (21 de dezembro de 2004). «Blinx 2: Masters of Time & Space Review for Xbox on GamePro.com». GamePro. Consultado em 10 de agosto de 2015. Cópia arquivada em 15 de janeiro de 2005
22. ↑  Ferris, Duke (8 de dezembro de 2004). «Blinx 2: Masters of Time and Space Review». Game Revolution. Consultado em 10 de agosto de 2015. Cópia arquivada em 12 de setembro de 2015
23. ↑  Navarro, Alex (16 de novembro de 2004). «Blinx 2: Masters of Time & Space Review». GameSpot. Consultado em 10 de agosto de 2015. Cópia arquivada em 6 de junho de 2021
24. ↑  Maragos, Nich (1 de dezembro de 2004). «GameSpy: Blinx 2: Masters of Time and Space». GameSpy. Consultado em 10 de agosto de 2015. Cópia arquivada em 18 de dezembro de 2005
25. ↑  Raymond, Justin (6 de dezembro de 2004). «Blinx 2: Masters of Time & Space Review - Xbox». GameZone. Consultado em 10 de agosto de 2015. Cópia arquivada em 29 de fevereiro de 2008
26. ↑  Perry, Douglass C. (16 de novembro de 2004). «Blinx 2: Masters of Time and Space». IGN. Consultado em 10 de agosto de 2015. Cópia arquivada em 11 de julho de 2015
27. ↑  «Blinx 2: Masters of Time & Space». Official Xbox Magazine. Janeiro de 2005. p. 76
28. 1 2  «Blinx 2: Masters of Time & Space for Xbox Reviews». Metacritic. Consultado em 10 de agosto de 2015. Cópia arquivada em 26 de setembro de 2015
29. 1 2  Navarro, Alex (16 de novembro de 2004). «Blinx 2: Masters of Time & Space Review». GameSpot. Consultado em 10 de agosto de 2015. Cópia arquivada em 6 de junho de 2021
30. ↑  Hill, Jason (13 de janeiro de 2005). «Riotous fun». The Sydney Morning Herald. Consultado em 10 de agosto de 2015. Cópia arquivada em 24 de setembro de 2015
31. 1 2  Jennings, Ronan (20 de dezembro de 2004). «Blinx 2: Masters of Time & Space». Eurogamer. Consultado em 10 de agosto de 2015. Cópia arquivada em 24 de setembro de 2015
32. ↑  Raymond, Justin (6 de dezembro de 2004). «Blinx 2: Masters of Time & Space Review - Xbox». GameZone. Consultado em 10 de agosto de 2015. Cópia arquivada em 29 de fevereiro de 2008

## Ligações Externas
- «Moby Games»
- Site oficial japonês (arquivado do original em 01/04/2008)
- Site oficial em inglês (arquivado do original em  24/01/2009)